# فاکینگ
فاکینگ (تلفظ آلمانی: [ˈfʊkɪŋ] () نام روستایی در شمال غربی اتریش و در همسایگی آلمان است. نام این روستا از نام یک نجیب‌زاده اهل باواریا به نام فوکو گرفته شده‌است. این روستا تا جنگ جهانی دوم روستایی ناشناخته باقی مانده بود اما بعد از آن به جهت نامش، کانون جلب جهانگردان شده‌است.